# Павлодар (станция)
Станция Павлодар (каз. Павлодар станциясы) — железнодорожная станция Казахстанских железных дорог, расположенная в Павлодаре.

## История
Постановлением Совнаркома, подписанный Владимиром Лениным, в 1924 году, была открыта железная дорога направлением от станции Павлодар до станции Славгород, через станцию Кулунда протяжённостью 137 километров. Созданная в 1924 году станция Павлодар входила тогда в состав Славгородского отделения Омской железной дороги. Тогда же в Павлодар пришёл первый самый маломощный паровоз серии «ОВ» и привёл в город первый железнодорожный состав из нескольких двухосных вагонов с общим грузом в 500 тонн.
Здание построенное в 1923 году, по заказу Омской железной дороги как зал ожидания для пассажиров, служило школой-семилеткой. В 1924 году стала железнодорожной школой 188. С 1974 по 1992 года в здании находились Дом пионеров, музей учительской славы и уголок боевой славы. Здание было уничтожено пожаром в 1998 году.
В 1946 году началось строительство железнодорожного моста через реку Иртыш направлением Павлодар — Акмолинск, 20 декабря 1953 года линия вступила в действие.
22 января 1954 года вышло постановление Совета Министров СССР, а затем приказ министра путей сообщения СССР об организации Павлодарского отделения Карагандинской железной дороги — в границах от станции Сары-Оба Акмолинской области до станции Кулунда Алтайского края.
В марте 1954 года на станцию Павлодар стали прибывать первые эшелоны с целинниками из Ставрополья, Ярославской, Ленинградской, Тамбовской, Волгоградской, Московской и других областей и краев России, из Украины, Молдавии, Белоруссии.
В 1981 году в Павлодаре был создан железнодорожный техникум, ныне Павлодарский колледж транспорта и коммуникаций.
Также в 1981 году было введено современное здание на 1350 посадочных мест.
Летом 2002 года был запущен поезд сообщением Павлодар — Семипалатинск — Алматы-1. Строительство линии  
велось с мая 1998 года по июнь 2001 года.

## Фотографии
| - Послевоенное здание железнодорожного вокзала на станции Павлодар, в октябре 2007 года. - Здание железнодорожного вокзала станции Павлодар, в июне 2009 года. - Здание железнодорожного вокзала станции Павлодар с пассажирским поездом №031Т направлением Павлодар — Алматы-2, в октябре 2015 года |